# Sognare è vivere
Sognare è vivere (A Tale of Love and Darkness) è un film del 2015 diretto da Natalie Portman.
La Portman, al suo debutto da regista, figura anche come protagonista, sceneggiatrice e coproduttrice. 
La pellicola si basa sulla vita dello scrittore Amos Oz ed è l'adattamento cinematografico della sua autobiografia Una storia di amore e di tenebra, pubblicata nel 2002.

## Trama
Amos Klausner crebbe a Gerusalemme negli anni precedenti l'indipendenza di Israele, con Arieh, il suo accademico padre, e Fania, la madre immaginata nei suoi sogni romanzeschi. La famiglia di Klausner era una delle tante che si trasferirono in Palestina dall'Europa durante gli anni '30 e '40 del ventesimo secolo per scappare dalle persecuzioni.
Mentre Arieh è cautamente ottimista sul futuro, Fania vuole molto di più. Il terrore della guerra si alterna al tedio della vita quotidiana, che pesa immensamente sull'animo di Fania. Infelice del suo matrimonio e soffocata intellettualmente, inizia a inventare storie avventurose per tirarsi su di morale e intrattenere il figlio Amos di 10 anni, che è talmente rapito dai racconti, dalle poesie e dalle parole della madre, che ne verrà fortemente influenzato nella sua scrittura negli anni a venire.
Quando l'indipendenza non porta a Fania il senso alla vita che sperava, pian piano scivola nella solitudine e nella depressione. Impotente nell'aiutare la madre, Amos viene forzato a darle un prematuro addio. Mentre assiste alla nascita di Israele, deve venire a patti col proprio personale nuovo inizio di vita.

## Produzione
Dopo aver acquistato i diritti del romanzo nel 2007, la Portman ha impiegato otto anni per scrivere la sceneggiatura e in questo periodo ha raccolto fondi per girare il film, insistendo per girarlo in lingua ebraica.
Il budget del film è stato di circa 4 milioni di dollari e le riprese si sono svolte in Israele, tra cui a Gerusalemme.

## Distribuzione
Il film è stato presentato fuori concorso, nella sezione Proiezioni speciali, al Festival di Cannes 2015 il 15 maggio.

## Riconoscimenti
- 2015 - Festival di Cannes
  - Candidatura per la Golden Camera a Natalie Portman